# Флаг поселения Рязановское
Флаг внутригородского муниципального образования поселение Ряза́новское в городе Москве — опознавательно-правовой знак, служащий официальным символом муниципального образования.
Флаг утверждён 25 января 2010 года как флаг муниципального образования сельское поселение Рязановское Подольского муниципального района Московской области (с 1 июля 2012 года — внутригородское муниципальное образование поселение Рязановское в городе Москве) и 23 апреля 2010 года внесён в Государственный геральдический регистр Российской Федерации с присвоением регистрационного номера 6005.
Решением Совета депутатов поселения Рязановское от 18 сентября 2018 года флаг сельского поселения Рязановское Подольского муниципального района Московской области было принято считать официальным символом (флагом) поселения Рязановское в городе Москве.

## Описание
«Прямоугольное голубое полотнище с отношением ширины к длине 2:3, несущее вдоль нижнего края зелёную полосу в 1/9 полотнища и в голубой части вплотную к полосе — сквозную арку, сложенную из белых камней, сопровождённую внутри наклонно положенным от свободного края белым пером, продетым сквозь жёлтую корону».

## Обоснование символики
Флаг составлен по правилам и соответствующим традициям вексиллологии и отражает исторические, культурные, социально-экономические, национальные и иные местные традиции.
История территорий вошедших в состав сельского поселения насчитывает не одно столетие. Так название места «Рязаново» вероятно произошло от имени его первого владельца — Резанова Мурата Дмитриевича, боярина царя Ивана Грозного. Соседнее Остафьево впервые упоминаемое в 1627 году, своей широкой известностью обязано знаменитой усадьбе, построенной в середине XVIII века. С Остафьевым связаны имена многих известных людей: князей Вяземских, А. С. Пушкина, А. С. Грибоедова, Д. В. Давыдова, Е. А. Баратынского, Н. В. Гоголя.
Изображение пера и древней царской короны на флаге поселения говорит о том, что именно здесь Н. М. Карамзин писал «Историю государства Российского» — первое историческое описание России широко доступное для читателей. В своём труде Николай Михайлович выступил и как историк, и как писатель, заботясь о красоте и доступности языка.
Символика основной фигуры флага — арки многозначна:
— каменная арка — аллегория известных Девятовских каменоломен, где добывался белый камень — известняк, широко известный как «Подольский мрамор»;
— открытая арка — символ гостеприимства и радушия. На территории поселения всегда много гостей. Интересующиеся историей и культурой найдут много интересного в музее-усадьбе Остафьево. Здесь развит туризм, в том числе и спелеологический;
— арка напоминает своими очертаниями монумент Защитникам Отечества и символизирует память о людях отдавших свои силы, жизнь для защиты своей Родины;
— каменная арка — традиционное архитектурное украшение русских усадеб и в этом качестве она образно указывает на усадьбу Остафьево.
Зелёная полоса символизирует не только замечательную природу сельского поселения, но и любимый многими отдыхающими санаторий «Ерино». Зелёный цвет — символ природы, здоровья, молодости, жизненной энергии, роста.
Голубой цвет (лазурь) — символ чести, благородства, возвышенных устремлений.
Жёлтый цвет (золото) — символ урожая, богатства, стабильности, уважения и интеллекта.
Белый цвет (серебро) — символ чистоты, совершенства, мира и взаимопонимания.